# Henri-Jean Rigel
Henri-Jean Rigel (ur. 11 maja 1772 w Paryżu, zm. 16 grudnia 1852 w Abbeville) – francuski kompozytor i pianista.

## Życiorys
Był synem Henri-Josepha Rigela. Pobierał naukę u swojego ojca, w 1784 roku wstąpił do École Royale de Chant. Od 1787 roku jego utwory wykonywano w ramach Concert Spirituel. W latach 1795–1797 był wykładowcą Konserwatorium Paryskiego. W 1798 roku uczestniczył w wyprawie Napoleona do Egiptu, był członkiem instytutu nauk i sztuk oraz dyrektorem teatru francuskiego w Kairze. Po powrocie do Francji w 1800 roku działał jako nauczyciel gry fortepianowej, występował też jako akompaniator. Otrzymał od Napoleona tytuł pianiste de la musique particulière de l’Empereur et Roi. W 1816 roku został członkiem Société Académique des Enfants d’Apollon, od 1820 roku pełnił funkcję jego komisarza, a od 1825 roku prezesa.
Skomponował m.in. opery komiczne Les Deux Meuniers (wyst. Kair 1799) i Le Duel nocturne (wyst. Paryż 1805), jedną symfonię i 4 koncerty fortepianowe, a także szereg utworów kameralnych i pieśni.